# M'kazi
Mkazi ou Ûnkazi  en arabe ( مكازي ) est un village de l'union des Comores, situé sur l'île de Grande Comore. En 2012, sa population est estimée à 8 438 habitants.

## Géographie
La ville est composée de plusieurs quartiers tels que : Barakani où il y a la Radio Kaz et la poste, Nkuhuni où il y a l'hôpital, Mrambwani, Shadjuu, Bienvenue où il y a le caton de la ville, Brazzaville, Damatshek, etc.
Le quartier commercial est Shadjuu, où il y a le marché, les principaux commerces de la ville, et les deux places - places des jeunes et Quartier Latin.

## Les quartiers principaux de Mkazi
1. Shadjuu Qui signifie vers le haut, vers la réussite . Qui a pour principal site : le Grand marché et le quartier latin (c'est une place publique, le mot de latin fait allusion à la culture et aux jeux français qui ont marqué cet endroit tel que le jeu du scrabble (un jeu de société et un jeu de lettres où l'objectif est de cumuler des points), il y a aussi le bangwe (place) de Bustwane
2. Mrambwani. Qui signifie le quartier du bas. A pour principaux lieux la Grande Mosquée du vendredi et le Foyer des cérémonies et mariages.
3. Nkuhuni. Qui signifie le lieu des poules avec pour principal lieu l’hôpital Kaz.
4. Barakani Qui signifie l'endroit béni. Qui renferme comme lieu principal l’établissement scolaire de français ainsi que l’édifice de la Chaîne Radio Kaz et le stade de football de Kaz.
5. Shambarani qui signifie le champ : Il n'y a aucune activité dans ces lieux à part le bangwe (place) Dar salam un endroit où se regroupe le groupe Dar-sala.

## Histoire
Cette ville était composée de diverses clans regroupés par liens familiaux liés à un ancêtre commun. Ces clans était hiérarchisés nous avons les Inyarume (le clans des chefs qui à l'époque avait un rôle de gouvernance), le clan des Mlimantsini (les premières populations de la ville, puissante par ses nombreuses propriétés de champs), le clan Inyamwalimu qui concentrait des personnalités religieuses ce sont ces principaux clans qui excerçaient un pouvoir sur les autres clans en matière de traditions et d'administration. Aujourd'hui nous retrouvons les traces de cette société traditionnelle qui tend à se moderniser laissant place à un maire s'occupant de la gestion de la ville et un chef de village qui veille aux affaires de traditions.

## Administration
La ville est gérée par un maire qui s'occupe de tout ce qui est administration et un chef du village qui gère tout ce qui est tradition.

## Enseignement

### Enseignement français
il existe à Mkazi une école primaire et une école privée (collège et lycée) appelée EP Kaz et une école privée franco-arabe appelée Madrassat Uslah. il existe également une bibliothèque qui est probablement la plus grande bibliothèque des comores ( Actuellement en rénovation).

### Enseignements arabe et religieux
il existe des nombreuses écoles coraniques

## Sport
Kaz-club est le club de foot de la ville de Mkazi.
Kaz-volley est le club du volley-ball de mkazi

## Transports
Il n'y a pas encore des transports en commun. En revanche la ville est desservie par des taxis communs. Avec 500 kmf (environ 1€) tu peux faire un aller- retour Moroni-Mkazi 

## Personnalités de Mkazi
- Daoud Halifa - homme politique
- Thabiti - rappeur
- Soprano - rappeur
- Vincenzo - rappeur
- Chapso - rappeur
- Djamel Bakar - footballeur

## Climat
| Mois                                | jan. | fév. | mars | avril | mai | juin | jui. | août | sep. | oct. | nov. | déc. | année |
| ----------------------------------- | ---- | ---- | ---- | ----- | --- | ---- | ---- | ---- | ---- | ---- | ---- | ---- | ----- |
| Température minimale moyenne (°C)   | 23   | 23   | 23   | 23    | 21  | 20   | 19   | 19   | 19   | 20   | 22   | 23   | 21,3  |
| Température moyenne (°C)            | 26,5 | 26,5 | 27   | 26,5  | 25  | 24   | 23,5 | 23   | 23,5 | 24,5 | 26,5 | 27   | 25,3  |
| Température maximale moyenne (°C)   | 30   | 30   | 31   | 30    | 29  | 28   | 28   | 27   | 28   | 29   | 31   | 31   | 29,4  |
| Précipitations (mm)                 | 345  | 311  | 300  | 296   | 233 | 215  | 194  | 118  | 117  | 91   | 102  | 220  | 2 542 |
| Nombre de jours avec précipitations | 18   | 17   | 17   | 19    | 13  | 12   | 12   | 11   | 11   | 12   | 12   | 16   |       |